# 气道给药技术
气道给药技术：向呼吸道输送药物的方法。

## 定量气雾剂
英文是metered-dose inhaler，简称MDI，这是最常用的技术。药物被溶解或悬浮于低沸点溶剂后储存在加压瓶中，加压瓶口连接着一个开关。低沸点溶剂使得加压瓶在室温下保持着较高的内部气压，一旦按动开关，瓶内的液体将定量释放，以气溶胶形式将药物喷射入空气中，此时患者通过吸气将药物吸入气道中。
- 使用要点[2]：

1. 打开保护盖。
2. 摇匀。
3. 深呼气。
4. 按规定方向手持气雾器，用嘴唇咬住喷嘴。
5. 以适中的速度深吸气，同时按动开关，此时释放了一喷，继续吸气动作，确保药物全部吸入体内。
6. 屏住呼吸数秒钟，确保药物有足够的时间沉积在气道中。
7. 移开气雾器喷嘴，缓慢呼气。
8. 如需第二喷，请重复上述动作。

### 储雾瓶
MDI对呼吸配合要求比较高，作为改进，可在喷雾口上套一个储雾瓶（spacer），喷出的药液在此得以缓冲，然后再吸入。
- 优点：雾滴速度降低，患者吸气更从容。同时，吸入效果得到提升，口腔沉积量减少。
- 缺点：体积大；塑料瓶身可能产生静电，吸引雾滴导致部分药物损失。
- 使用要点：

1. 打开MDI装置保护盖。
2. 摇匀。
3. 按规定方向手持MDI装置，插入储雾瓶中。
4. 深呼气。
5. 用嘴唇咬住储雾器口。
6. 按动MDI装置开关，此时释放了一喷到储雾器中。
7. 通过储雾器深、慢吸气。
8. 屏住呼吸数秒钟，确保药物有足够的时间沉积在气道中。
9. 移开储雾器。
10. 深呼气。
11. 用嘴唇咬住储雾器口。
12. 重复7～11数次，将储雾器中的药物充分吸入。
13. 如需第二喷，请在间隔30秒后重复上述动作。

## 干粉吸入剂
英文是dry powder inhaler，简称DPI。药物以干粉形式储存在药瓶或独立胶囊中，每次按动开关时，装置将定量的药粉装入吸入装置上，患者对着吸入装置用力吸一口气，吸气气流即将药粉带入气道
- 优点：无抛射剂，操作简单。
- 缺点：对吸气气流有要求。

## 射流雾化器
以压缩空气或氧气为动力，利用气流将液体冲撞为雾状，随后由该气流带出，供患者吸入。
- 优点：对患者要求极低，主要有呼吸即可；可在呼吸机上使用，适合气管插管或气管切开的患者。
- 缺点：有动力要求，携带不便。

## 其它
- 某些药物，如麻醉气体，本身就是气体，或者是容易气化，可以以气体形式经面罩、气管插管等呼吸装置给药。
- 插管患者可通过气管插管或气管切开套管直接注入药液。